# 永瀬十悟
永瀬 十悟（ながせ とおご、1953年3月29日 - ）は、福島県須賀川市出身の俳人。俳句同人誌「桔槹（きっこう）」同人会会長。

## 来歴
俳句を20代から始め、須賀川市の俳句同人誌「桔槹」で森川光郎に学ぶ。
2003年『第56回福島県文学賞正賞』受賞（審査委員長 金子兜太）。2004年『第10回桔槹賞』受賞。2011年、東日本大震災と福島第一原子力発電所事故の被害を受けた福島県を詠んだ「ふくしま」五十句で『第57回角川俳句賞』受賞。2013年、ふくしま50句を含む、第一句集『橋朧―ふくしま記』出版。2013年、俳句同人誌「群青」創刊同人（2021年、退会）。2018年、第二句集『三日月湖』出版。2019年、同書で第74回現代俳句協会賞受賞。2021年7月より河北新報でコラム「秀句の泉」を連載中。
医療製品会社で品質管理や安全管理、環境管理の技術者として勤務。その後、若者の就職支援活動に従事。
須賀川市在住で「松明あかし」や「牡丹焚火」を俳句に詠む活動を続けている。また、震災後には2013年から8年間、高校生に俳句に親しんでもらう「須賀川俳句の集い」を開催。
代表句として「流されてもうないはずの橋朧」（句集『橋朧―ふくしま記』）、「鴨引くや十万年は三日月湖」（句集『三日月湖』）。
福島県文学賞俳句部門審査委員、福島民報俳句欄選者、兜太現代俳句新人賞選考委員、その後、2024年からは現代俳句協会賞選考委員などを務める。NHK文化センター講師。FTVカルチャーセンター講師、その他公民館等で俳句の魅力を伝える活動を行っている。日本ペンクラブ会員。

## 句集
- 『橋朧―ふくしま記』 コールサック社、2013年
- 『三日月湖』 コールサック社、2018年